# يو إف سي 59
يو إف سي 59: التحقق من الواقع (بالإنجليزية: UFC 59: Reality Check)‏ هو حدث لفنون القتال المختلطة نظمته يو إف سي، أُقيم في 15 أبريل 2006، على هوندا سنتر في آناهايم، كاليفورنيا، الولايات المتحدة.